# Culhac
Culhat és un municipi francès situat al departament del Puèi Domat i a la regió d'Alvèrnia-Roine-Alps. L'any 2007 tenia 1.067 habitants.

## Demografia

### Població
El 2007 la població de fet de Culhat era de 1.067 persones. Hi havia 386 famílies de les quals 117 eren unipersonals (50 homes vivint sols i 67 dones vivint soles), 113 parelles sense fills, 139 parelles amb fills i 17 famílies monoparentals amb fills.
La població ha evolucionat segons el següent gràfic:
Habitants censats

### Habitatges
El 2007 hi havia 441 habitatges, 399 eren l'habitatge principal de la família, 16 eren segones residències i 26 estaven desocupats. 425 eren cases i 14 eren apartaments. Dels 399 habitatges principals, 339 estaven ocupats pels seus propietaris, 48 estaven llogats i ocupats pels llogaters i 12 estaven cedits a títol gratuït; 1 tenia una cambra, 11 en tenien dues, 54 en tenien tres, 128 en tenien quatre i 206 en tenien cinc o més. 328 habitatges disposaven pel capbaix d'una plaça de pàrquing. A 150 habitatges hi havia un automòbil i a 209 n'hi havia dos o més.

### Piràmide de població
La piràmide de població per edats i sexe el 2009 era:
| Homes | Edats   | Dones |
| ----- | ------- | ----- |
| 0     | 95 o +  | 4     |
| 0     | 90 a 94 | 4     |
| 4     | 85 a 89 | 28    |
| 0     | 80 a 84 | 8     |
| 24    | 75 a 79 | 24    |
| 20    | 70 a 74 | 32    |
| 28    | 65 a 69 | 16    |
| 24    | 60 a 64 | 16    |
| 28    | 55 a 59 | 20    |
| 48    | 50 a 54 | 24    |
| 12    | 45 a 49 | 36    |
| 36    | 40 a 44 | 24    |
| 48    | 35 a 39 | 52    |
| 28    | 30 a 34 | 20    |
| 28    | 25 a 29 | 24    |
| 28    | 20 a 24 | 16    |
| 8     | 15 a 19 | 28    |
| 36    | 10 a 14 | 28    |
| 24    | 5 a 9   | 32    |
| 28    | 0 a 4   | 24    |

## Economia
El 2007 la població en edat de treballar era de 645 persones, 455 eren actives i 190 eren inactives. De les 455 persones actives 416 estaven ocupades (229 homes i 187 dones) i 39 estaven aturades (16 homes i 23 dones). De les 190 persones inactives 68 estaven jubilades, 47 estaven estudiant i 75 estaven classificades com a «altres inactius».

### Ingressos
El 2009 a Culhat hi havia 385 unitats fiscals que integraven 943,5 persones, la mediana anual d'ingressos fiscals per persona era de 17.933 €.

### Activitats econòmiques
Dels 25 establiments que hi havia el 2007, 1 era d'una empresa de fabricació d'altres productes industrials, 9 d'empreses de construcció, 7 d'empreses de comerç i reparació d'automòbils, 2 d'empreses de transport, 1 d'una empresa d'hostatgeria i restauració, 1 d'una empresa immobiliària, 3 d'empreses de serveis i 1 d'una entitat de l'administració pública.
Dels 11 establiments de servei als particulars que hi havia el 2009, 2 eren tallers de reparació d'automòbils i de material agrícola, 1 paleta, 3 lampisteries, 3 electricistes, 1 empresa de construcció i 1 restaurant.
L'únic establiment comercial que hi havia el 2009 era una botiga de menys de 120 m².
L'any 2000 a Culhat hi havia 27 explotacions agrícoles que ocupaven un total de 1.751 hectàrees.

## Equipaments sanitaris i escolars
El 2009 hi havia una escola elemental.

## Poblacions més properes
El següent diagrama mostra les poblacions més properes.